# ك. ر. هوكينز
ك. ر. هوكينز (بالإنجليزية: C. R. Hawkins)‏ هو سياسي أمريكي، ولد في 29 أكتوبر 1900 في بروملي في الولايات المتحدة، وتوفي في 21 سبتمبر 1959. نشط حزبياً في الحزب الجمهوري. وقد انتخب عضو مجلس ولاية ميزوري.